# Cestrus arcuatus
Cestrus arcuatus är en stekelart som först beskrevs av Cresson 1874.  Cestrus arcuatus ingår i släktet Cestrus och familjen brokparasitsteklar. Inga underarter finns listade i Catalogue of Life.